# TNT Sports (Brasil)
TNT Sports é um bloco de programação televisivo brasileiro produzido pela Warner Bros. Discovery Americas, destinado a exibição de programas e transmissões esportivas. 
Sucedeu o Esporte Interativo, bloco televisivo criado em 2004 e que foi um canal próprio de 2007 a 2018. 

## História

### Antecedentes
O Esporte Interativo estreou em janeiro de 2004 na RedeTV!, com a intenção de exibir uma faixa de 320 horas anuais de transmissões esportivas.
Os eventos na RedeTV! eram o Campeonato Inglês de Futebol, Liga dos Campeões da UEFA, NBA, NBA All-Star Game, Liga Futsal, Liga Nacional de Basquete, Amistosos da Seleção Brasileira de Handebol e Basquete, Futevôlei, Brasil de Ouro (esportes olímpicos) e Radical.BR (esportes radicais). Todas as transmissões eram produzidas pela própria RedeTV!, que contava com a apresentadora Cristina Lyra, os narradores Eder Luiz, Marco Túlio Reis e Fernando Vannucci, os comentaristas Neto (futebol e futsal), Marcel (basquete). Em setembro de 2004, a TopSport rompeu a parceria com a RedeTV! e acertou com a Rede Bandeirantes, que passaria a exibir o Esporte Interativo. Continuou na RedeTV! apenas a apresentadora Cristina Lyra e a Liga dos Campeões da UEFA.
Para a Band inicialmente foram apenas o Campeonato Inglês, o narrador Eder Luiz e o comentarista Neto. Mas a parceria trouxe mais novidades. No segundo semestre de 2004 a Band confirma a aquisição do Campeonato Espanhol e transmite com exclusividade na TV aberta o Campeonato Mundial de Futsal de 2004. No ano seguinte, a Band troca o Campeonato Inglês pelo Campeonato Italiano. No dia 13 de agosto de 2005 a Band transmite a Supercopa da Espanha. Contrata o jornalista Roberto Avallone, que passa a comandar a atração e apresentá-la. Ainda em outubro de 2005, a TopSport readquire os direitos da Liga dos Campeões da UEFA. A Band utilizava em suas transmissões os narradores Nivaldo Prieto, Téo José, Luciano do Valle (recém contratados), Carlos Fernando, Silvio Luiz e os comentaristas Leivinha, Müller, Mário Sérgio, Sergio Xavier Filho e Mauro Beting. Em 2006, fechou parceria com a TV Cultura para a exibição do Campeonato Português. O Esporte Interativo permaneceu na Band até 2007, quando a TopSport criou seu próprio canal, transmitido via satélite em Banda C.

### Fase Turner (2018-2021)

Antigo logotipo do bloco, utilizado inicialmente pelos canais por assinatura a partir de 2015 e descontinuado junto com a marca Esporte Interativo em 2021.

Na década de 2010, o Esporte Interativo passou para o controle da Turner Broadcasting System Latin America, que inicialmente adquiriu 20% das ações do canal em junho de 2013, e em 29 de janeiro de 2015 passou a controlar 100% das ações. A compra pela Turner possibilitou a expansão para a TV por assinatura, onde foram criados canais com vistas a acomodar as transmissões da Liga dos Campeões a partir de 2015, outrora pertencentes à ESPN Brasil, e os direitos de transmissão do Campeonato Brasileiro de Futebol entre 2019 e 2024, negociados individualmente entre os clubes.
Porém, em 9 de agosto de 2018, surpreendendo o mercado televisivo, a Turner descontinuou os canais Esporte Interativo, colocando as três programações (EI, EI 2 e EI BR) em reprises simultâneas até 25 de setembro, além de demitir cerca de 280 profissionais. Os profissionais restantes e seus respectivos programas foram reaproveitados nos canais TNT e Space, que anteriormente chegaram a exibir alguns jogos da Liga dos Campeões como forma de promover o Esporte Interativo aos assinantes que ainda não possuíam o canal nos line-ups de suas operadoras, e agora, passariam a exibir os programas remanescentes sob a marca Esporte Interativo, da mesma forma que eram feitas as transmissões antes de 2007.
Com isso, em 3 de setembro, o bloco foi relançado, com os programas + 90, A Hora do Jogo, De Placa, EI Games e No Ar com André Henning sendo exibidos no Space, e os programas Liga Espetacular e De Olho na Liga indo ao ar na TNT. A Turner se desfez de todos os direitos de transmissão dos antigos canais, exceto os da Liga dos Campeões — que haviam sido renovados até 2020 – e os acordos individuais com os clubes para o Campeonato Brasileiro de Futebol a partir de 2019.
Em 28 de abril de 2019, estreou na TNT a mesa-redonda O Último Lance, que passou a ser exibida como pós-jogo nas transmissões do Brasileirão. Em junho, foram extintos no Space os programas A Hora do Jogo, + 90, De Placa e No Ar com André Henning, sendo que os dois últimos passaram ter conteúdo disponível no YouTube e nas redes sociais.

### TNT Sports (2021–presente)

Logotipo usado entre 2021 e 2024.

Em 8 de janeiro de 2021, a WarnerMedia, empresa-mãe da Turner, anuncia a substituição da marca Esporte Interativo pela TNT Sports, nome que já era utilizado desde 2017 por um canal esportivo do conglomerado na Argentina, e que agora serviria para uma padronização panrregional na América Latina. A nova marca foi adotada oficialmente à meia-noite de 17 de janeiro em todas as mídias sociais do grupo, incluindo o EI Plus, que agora passa a se chamar Estádio TNT Sports. Na televisão, a marca TNT Sports estreou oficialmente durante o jogo entre Internazionale x Juventus, válido pelo Campeonato Italiano de Futebol.
Em 20 de abril de 2023, a Warner Bros. Discovery anunciou que o serviço de streaming Estádio TNT Sports seria extinto no dia 30 de junho, passando a centralizar todas as transmissões de eventos esportivos na HBO Max, como já ocorria desde a fundação da plataforma em 2021.
No dia 03 de maio, foi anunciando que a TNT iria voltar a transmitir o Campeonato Brasileiro em 2023, apenas com os jogos do Athletico Paranaense como mandante. O canal mostrou o torneio entre 2019 e 2021 mediante contrato com alguns clubes.